# Виня дел Мар
Виня дел Мар (на испански: Viña del Mar) е четвъртият по големина град в Чили. По данни от преброяването през 2005 г. има 294 553 жители. Разположен е на залив на Тихия океан и се счита за един от най-предпочитаните курорти в Южна Америка.

## Побратимени градове
- Мар дел Плата

## Известни личности
Родени във Виня дел Мар
- Том Арая (1961), вокалист и басист на американската траш метъл група „Slayer“;
- Николас Масу (1979), тенисист, 2-кратен ОШ на сингъл и двойки от Атина'04.

Починали във Виня дел Мар
- Хосе Торибио Мерино (1915 – 1996), адмирал